# Liste der Bodendenkmäler in Huisheim
Auf dieser Seite sind die Bodendenkmäler in der schwäbischen Gemeinde Huisheim zusammengestellt. Diese Tabelle ist eine Teilliste der Liste der Bodendenkmäler in Bayern. Grundlage ist die Bayerische Denkmalliste, die auf Basis des Bayerischen Denkmalschutzgesetzes vom 1. Oktober 1973 erstmals erstellt wurde und seither durch das Bayerische Landesamt für Denkmalpflege geführt wird. Die folgenden Angaben ersetzen nicht die rechtsverbindliche Auskunft der Denkmalschutzbehörde.

## Bodendenkmäler in Huisheim
| Lage       | Objekt                                                                                   | Akten-Nr.     | Bild |
| ---------- | ---------------------------------------------------------------------------------------- | ------------- | ---- |
| (Standort) | Siedlung vor- und frühgeschichtlicher Zeitstellung.                                      | D-7-7130-0048 |      |
| (Standort) | Abgegangene Kapelle des Mittelalters und der frühen Neuzeit.                             | D-7-7130-0049 |      |
| (Standort) | Freilandstation des Mesolithikums, Siedlung des Neolithikums, der Bronzezeit             | D-7-7130-0050 |      |
| (Standort) | Mittelalterliche und frühneuzeitliche Befunde im Bereich des frühneuzeitlichen Schlosses | D-7-7130-0051 |      |
| (Standort) | Grabhügel vorgeschichtlicher Zeitstellung.                                               | D-7-7130-0082 |      |
| (Standort) | Burgstall des Mittelalters.                                                              | D-7-7130-0087 |      |
| (Standort) | Grabhügel vorgeschichtlicher Zeitstellung.                                               | D-7-7130-0088 |      |
| (Standort) | Grabhügel vorgeschichtlicher Zeitstellung.                                               | D-7-7130-0089 |      |
| (Standort) | Villa rustica der römischen Kaiserzeit.                                                  | D-7-7130-0090 |      |
| (Standort) | Körpergräber des frühen Mittelalters.                                                    | D-7-7130-0092 |      |
| (Standort) | Gräber oder Siedlung der Hallstattzeit.                                                  | D-7-7130-0093 |      |
| (Standort) | Villa rustica der römischen Kaiserzeit.                                                  | D-7-7130-0094 |      |
| (Standort) | Siedlung vorgeschichtlicher und römischer Zeitstellung.                                  | D-7-7130-0121 |      |
| (Standort) | Siedlung vorgeschichtlicher Zeitstellung.                                                | D-7-7130-0122 |      |
| (Standort) | Siedlung der Urnenfelder- und der Hallstattzeit.                                         | D-7-7130-0123 |      |
| (Standort) | Siedlung der Urnenfelderzeit, der Hallstattzeit und der Latènezeit.                      | D-7-7130-0124 |      |
| (Standort) | Siedlung der Urnenfelder- und Hallstattzeit.                                             | D-7-7130-0125 |      |
| (Standort) | Viereckiges Grabenwerk vor- und frühgeschichtlicher Zeitstellung.                        | D-7-7130-0155 |      |
| (Standort) | Siedlung des Neolithikums und der vorgeschichtlichen Metallzeiten.                       | D-7-7130-0230 |      |
| (Standort) | Höhensiedlung der Altheimer Kultur.                                                      | D-7-7130-0238 |      |
| (Standort) | Mittelalterliche und frühneuzeitliche Befunde im Bereich der Kath. Pfarrkirche St. Veit  | D-7-7130-0239 |      |
| (Standort) | Mittelalterliche und frühneuzeitliche Befunde im Bereich der Kath. Sebastianskapelle     | D-7-7130-0240 |      |
| (Standort) | Siedlung des frühen Mittelalters.                                                        | D-7-7130-0298 |      |
| (Standort) | Siedlung des Neolithikums und der Latènezeit.                                            | D-7-7130-0300 |      |
| (Standort) | Freilandstation des Mittelpaläolithikums.                                                | D-7-7130-0343 |      |
| (Standort) | Freilandstation des Mittelpaläolithikums.                                                | D-7-7130-0367 |      |
| (Standort) | Freilandstation des Mittelpaläolithikums.                                                | D-7-7130-0368 |      |
| (Standort) | Siedlung vorgeschichtlicher Zeitstellung.                                                | D-7-7130-0373 |      |
| (Standort) | Siedlung vorgeschichtlicher Zeitstellung.                                                | D-7-7130-0374 |      |
| (Standort) | Siedlung der vorgeschichtlichen Metallzeiten.                                            | D-7-7130-0375 |      |
| (Standort) | Siedlung vorgeschichtlicher Zeitstellung.                                                | D-7-7130-0376 |      |
| (Standort) | Siedlung der vorgeschichtlichen Metallzeiten.                                            | D-7-7130-0377 |      |
| (Standort) | Siedlung der vorgeschichtlichen Metallzeiten.                                            | D-7-7130-0378 |      |